# Hans Stephan von Rouquette
Hans Stephan Rouquette, seit 1787 von Rouquette, (* 21. Juni 1742 in Berlin; † 10. Juli 1813) war ein preußischer Generalleutnant und Chef des Dragonerregiment „von Rouquette“.

## Leben

### Herkunft
Seine Eltern waren der französische Tabakhändler Francois Rouquette (* 1694; † 28. Mai 1742) aus Vebron und dessen Ehefrau, die aus Soest stammende Margarethe Elisabeth, geborene Lambach, verwitwete Desmons. Nach dem Tod ihres Mannes heiratete sie den Kaufmann Johann Jakob Schulze.

### Militärkarriere
Rouquette trat am 1. Mai 1758 als Volontär in das Ingenieurkorps der altpreußischen Armee ein und wurde am 20. Oktober 1758 als Fähnrich in das Dragonerregiment „von Schorlemmer“ versetzt. Er kämpfte im bereits begonnenen Siebenjährigen Krieg in den Schlachten bei Kay und Kunersdorf sowie im Gefecht bei Strehlen und bei der Belagerung von Küstrin. In der Zeit wurde er am 27. Februar 1761 zum Sekondeleutnant befördert.
Nach dem Krieg avancierte Rouquette am 31. Mai 1769 zum Premierleutnant. Als solcher nahm er 1778/79 am Bayerischen Erbfolgekrieg teil und stieg am 10. Juni 1781 zum Stabskapitän auf. In Würdigung seiner Verdienste erhob König Friedrich Wilhelm II. ihn am 9. Oktober 1787 in den erblichen preußischen Adelsstand. Am 8. April 1788 wurde Rouquette Major sowie Eskadronchef im Regiment. Am 9. September 1793 stieg er zum Kommandeur des I. Bataillons auf und nahm 1794/95 am Feldzug in Polen teil. Dabei konnte er sich im Gefecht bei Narew besonders bewähren und wurde am 7. Dezember 1793 mit dem Orden Pour le Mérite ausgezeichnet. Am 8. Januar 1796 wurde er Oberstleutnant, bereits am 20. Mai 1798 Oberst und am 20. Mai 1803 Generalmajor. Am 30. Dezember 1803 ernannte ihn der König zum Chef des neuerrichteten Dragonerregiments „von Rouquette“.
Während des Vierten Koalitionskrieges kämpfte Rouquette bei der Verteidigung von Danzig und dem Gefecht bei Marienwerder. Im Gegensatz zu vielen anderen Offizieren wurde er nach der Niederlage Preußens nicht entlassen. Stattdessen leitete er am 28. Juli 1807 den Austausch von Kriegsgefangenen, nachdem er am 3. Juli 1807 den Roten Adlerorden erhalten hatte. Danach nahm er die aus Russland zurückkehrenden Franzosen bei Bialystok in Empfang. Am 26. Februar 1810 wurde er noch zum Generalleutnant befördert. Da der Staat kein Geld hatte, musste Rouquette auf die damit verbundene Gehaltserhöhung verzichten. Anschließend erhielt er kein Kommando, sondern verfasste Aufzeichnungen und Denkschriften zur Neuorganisation der Armee.

### Duelle
Am 13. Januar 1809 verursachte der Schlitten des jungen Dichters und Rechtsreferendars Max von Schenkendorf auf dem Tragheim einen Beinahe-Verkehrsunfall, als er dem als Fußgänger passierenden Rouquette nicht auswich und dieser vom Kopf des Pferdes am Arm getroffen wurde. Der 66-jährige Generalmajor schimpfte über die rücksichtslose Fahrweise des Unfallgegners, prügelte auf den Kutscher und das Pferd ein und setzte dem unbewaffneten Schenkendorf seinen Degen auf die Brust. Dieser forderte den Offizier zum Duell, was Rouquette zunächst ignorierte und erst nach schriftlichen Drohungen auf die Forderung einging. Bei der Austragung schoss Rouquette, der ein geübter Schütze war, seinem Kontrahenten die Pistole aus der Hand, wobei die rechte Hand des Dichters zerschmettert wurde. Auf massives Drängen des am Hof gut vernetzten Schenkendorfs wurde den Duellanten die Strafe von König Friedrich Wilhelm III. erlassen. Am 15. Juli 1811 verurteilte man Rouquette dann jedoch zu zwei Monaten Festungshaft in Spandau, nachdem er als Sekundant an einem weiteren Duell zwischen seinem Schwager, dem späteren Generalmajor von Unruh, und Major von Platen (später „der tolle Platen“ genannt) teilgenommen hatte.

### Abschied und Tod
Am 20. Januar 1813 wurde er mit einer Pension von 1500 Talern aus dem Militärdienst verabschiedet. Beim Ausbruch der Befreiungskriege wurde er am 6. Mai 1813 noch zum Divisionär der schlesischen 3. Landwehr-Division ernannt. Er starb aber schon am 10. Juli 1813.

### Familie
Er heiratete am 3. Oktober 1791 in Otten (Kreis Heiligenbeil) Albertine Sophie Marie Barbara von Unruh (* 30. März 1768; † Juni 1839). Das Paar blieb ohne Kinder. Die Witwe adoptierte später die Waise Thekla von Prondzyska, die später den Hauptmann a. D. Kroeck heiratete und auf ihrem Schloss in Thierenberg im Samland verstarb.